# Schéma d'axiomes de compréhension
Pour les articles homonymes, voir Axiome de séparation.
Le schéma d'axiomes de compréhension, ou schéma d'axiomes de séparation, est un schéma d'axiomes de la théorie des ensembles introduit par Zermelo dans sa théorie des ensembles, souvent notée Z. On dit souvent en abrégé schéma de compréhension ou schéma de séparation. La théorie des classes permet de l'exprimer comme un seul axiome.

## Le schéma d'axiomes
Étant donné un ensemble A et une propriété P exprimée dans le langage de la théorie des ensembles, il affirme l'existence de l'ensemble B des éléments de A vérifiant la propriété P. L'unicité (nécessaire pour que la phrase qui précède soit correcte) se déduit par extensionnalité, et il n'est donc pas nécessaire de la donner dans l'axiome. La propriété P peut contenir des paramètres. Ce schéma permet de justifier l'introduction de l'expression (extension conservative) :
B = {x ∈ A | P x}
qui correspond bien à ce que l'on appelle la définition d'un ensemble en compréhension.
On parle aussi de schéma de séparation, car il permet de séparer dans A les éléments qui vérifient la propriété P pour définir un nouvel ensemble.
On peut énoncer formellement le schéma de compréhension ainsi :
∀a1 … ∀ap ∀ A ∃ B ∀ x[x ∈ B ⇔ (x ∈ A et P x a1 … ap)]
pour toute formule P ne contenant pas d'autre variable libre que x a1 … ap (en particulier B ne peut apparaître dans P).
Les a1 … ap sont des paramètres de la propriété P. On peut les omettre dans un premier temps pour comprendre l'énoncé. Le passage en majuscule pour les lettres A et B n'a aucune signification propre, en théorie des ensembles tous les objets sont des ensembles. Il n'est là que pour la lisibilité (du moins l'espère-t-on). Il s'agit bien d'un schéma d'axiomes (un énoncé pour chaque formule).
Dans la théorie des ensembles de Zermelo-Fraenkel (ZF), le schéma d'axiomes de compréhension est conséquence du schéma d'axiomes de remplacement. Cependant, comme il est plus simple à comprendre et à utiliser que ce dernier, et qu'il suffit pour les développements les plus élémentaires de la théorie, il est souvent introduit directement.

## Utilisation du schéma de compréhension
En logique du premier ordre, les modèles ont toujours au moins un élément. Le fait qu'un modèle de la théorie des ensembles (Z, ZF, ZFC…) soit non vide est donc une propriété purement logique. Par compréhension, on en déduit immédiatement l'existence d'un ensemble qui n'a pas d'éléments, c’est-à-dire l'existence de l'ensemble vide.
∅ = { x ∈ A | x ≠ x }
L'ensemble vide est unique par extensionnalité (il ne dépend pas de A).
Le schéma de compréhension est utilisé intensivement dès les premiers développements de la théorie des ensembles. Dans les mathématiques usuelles, il est utilisé sous la forme de la notation en compréhension, par exemple on définira l'ensemble des nombres premiers comme :
{ p ∈ N | p > 1 et ∀ x ∈ N [x divise p ⇒ (x = 1 ou x = p)] }

## Schéma de compréhension non restreint
Le schéma de compréhension est un cas particulier du schéma de compréhension non restreint (la terminologie est fluctuante), contradictoire, qui affirme que toute propriété définit un ensemble. Ce schéma, étant contradictoire, n'a d'intérêt que pédagogique, pour introduire les axiomes de la théorie des ensembles. L'utiliser revient à utiliser sans aucune contrainte sur le prédicat la notation :
{ x | P x }
Il permet donc d'introduire { x | x ∉ x}, d'où le paradoxe de Russell.
La théorie des ensembles introduit, en plus du schéma de compréhension (restriction aux prédicats P x de la forme x ∈ A et P' x), des cas particuliers du schéma de compréhension non restreint, qui ne permettent pas de dériver les paradoxes usuels, comme l'axiome de la paire ({ x | x = a ou x = b}), l'axiome de l'ensemble des parties ({x | x ⊂ a}), l'axiome de la réunion ({x | ∃ y(x ∈ y et y ∈ a)}), et le schéma d'axiomes de remplacement (si A est un ensemble et P x y un prédicat fonctionnel — pour chaque x il y a au plus un y tel que P x y —, alors {y | ∃ x ( x ∈ A et P x y)} est un ensemble). L'axiome de l'infini n'est pas exprimé directement comme un cas particulier du schéma de compréhension non restreint (il énonce seulement l'existence d'un ensemble infini, par exemple contenant 0 = ∅ et clos par le successeur x → x ∪ {x}), mais ce serait possible.
Pour ce qui est des autres axiomes de ZFC, l'axiome d'extensionnalité, mais aussi l'axiome de fondation et l'axiome du choix n'apparaissent pas comme des cas particuliers de la compréhension non restreinte (sachant que la théorie étant contradictoire, tout est démontrable !).

## Remplacement et compréhension
Montrons que le schéma de compréhension se déduit du schéma d'axiomes de remplacement. Pour cela, reprenons les mêmes notations qu'au début de l'article : pour un ensemble A donné, on définit par compréhension l'ensemble B des éléments de A vérifiant une certaine propriété P (pouvant contenir des paramètres). L'ensemble B peut se définir par remplacement, à partir de l'ensemble A et de l'identité sur la classe définie par le prédicat P. Il s'agit, si l'on veut, d'une identité partielle sur l'univers, cette identité n'est pas en général représentée par un objet de la théorie, c'est une fonction au sens « intuitif », plus précisément une classe fonctionnelle. Formellement, elle peut se définir par :
y = x et P x a1 … ap
où les paramètres ai étant fixés, la relation définie entre x et y est évidemment fonctionnelle.
Le schéma de compréhension est plus faible que le schéma de remplacement, modulo les autres axiomes de la théorie des ensembles de Zermelo-Fraenkel. La théorie des ensembles de Zermelo, qui comprend le schéma d'axiomes de compréhension, mais pas celui de remplacement, ne permet pas de montrer que tout ensemble bien ordonné est isomorphe à un ordinal de von Neumann.